# Paul-Marie de Peyerimhoff de Fontenelle
Paul-Marie de Peyerimhoff de Fontenelle est un naturaliste, botaniste et entomologiste français, né le 7 octobre 1873 à Colmar (Haut-Rhin) et mort le 2 janvier 1957 à Paris.
Ses travaux sur la faune entomologique cavernicole, notamment dans les Basses-Alpes, font de lui un biospéologue remarquable.
Il a également participé à de nombreuses expéditions en Afrique du Nord, constituant des collections dont il a fait don au Muséum national d'histoire naturelle.

## Biographie
Paul de Peyerimhoff est le deuxième fils de Henri Peyrerimhoff de Fontenelle, maire de Colmar.
Paul-Marie de Peyerimhoff de Fontenelle fait ses études au collège Saint-Sigisbert à Nancy, et plus tard à l'école des Eaux et forêts de la même ville. Il commence alors à s'intéresser à l'entomologie ; puis en 1896, il est nommé Garde général des Eaux et forêts à Senones dans les Vosges. Vers 1897, il est nommé ingénieur de Eaux et forêts à Digne (Basses-Alpes).
Il se passionne pour la faune entomologique cavernicole et visite de nombreuses grottes de la Haute Provence (Alpes-de-Haute-Provence principalement). Parfaitement informé et guidé par les forestiers, Peyerimhoff est le premier à parcourir et inventorier les cavités du département des Basses-Alpes, au relief particulièrement montagneux (Est de la Durance).
Peyerimhoff rencontre Jean Sainte-Claire Deville, un lieutenant d'artillerie qui se trouvait à Nice à cette période et qui avec le temps est devenu un entomologiste renommé.
Il part pour l’Algérie en 1903 où il est nommé conservateur des Eaux et forêts à Alger. En 1935, Peyerimhoff est le directeur de l'institution qu'il dirige jusqu'à sa retraite en 1937.
Peyerimhoff devient Inspecteur général honoraire du département des Eaux et forêts ; il est également fait officier de la Légion d'honneur.
Il s’intéresse aux insectes (principalement des coléoptères) et explore les grottes du pays, notamment celles du Djurdjura (Algérie).
Il décrit de nombreuses espèces qui portent son nom avant de s’éteindre en 1957.

## Recherches dans les Basses-Alpes
Si Pierre Martel est le premier à dresser un inventaire spéléologique des Basses-Alpes (1952), l’entomologiste Paul de Peyerimhoff est le premier à explorer, d'une manière systématique, les cavités de la partie est du département des Basses-Alpes,.
Au cours de ses nombreuses visites, Peyerimhoff avait notamment remarqué qu'à partir d'une certaine altitude, la grande sauterelle des cavernes (Dolichopoda azami Saulcy, 1893) ne colonisait plus les grottes. Avec le concours de forestiers, notamment l'inspecteur des Eaux et forêts de Digne, il a pu se rendre dans des grottes connues seulement des bergers ou chasseurs.
Paul de Peyerimhoff a visité une vingtaine de cavités dans le département des Basses-Alpes. D'une manière étonnante, ces cavités n'ont pas toutes été identifiées ou inventoriées par les spéléologues. Ceci est dû à la géographie du département des Alpes-de-Haute-Provence, aujourd'hui moins peuplé et beaucoup plus boisé.

## Liste des cavités des Alpes-de-Haute-Provence visitées
La liste des cavités visitées par Paul de Peyerimhoff suit avec leur nom actuel.
- pertuis de Méailles ou de la Goumina = trou du Pertus à Méailles
- traou de Guille à Péoure d’Esclangon = site non localisé
- grotte de Saint-Vincent de Melan = grotte Saint-Vincent au Castellard-Mélan
- Baumelonge = baume Longe à Uvernet-Fours
- grotte du Pic de Siolane-Haute = site non localisé
- trou d’Argent = à Entrepierres
- traou de Guille = site non localisé
- grotte de Mouréon= site non localisé
- grotte et dolines de Cousson = Trou Farnès à Digne
- grottes de Chaudon = site non localisé
- baume du Pas de l’Escale = site non localisé
- baume de la Maline = site non localisé
- deux avens inexplorés = site non localisé
- grotte de la Tête de Monier = à Allos
- grotte de Juan = à Villars-Colmars
- aven de Séoune = site non localisé
- traou des Dindolines = site non localisé
- grotte du Partus = site non localisé
- couloir naturel = grotte du Col de Villaron à Thorame-Basse
- grotte de Fontgaillarde = à Thorame-Haute
- grottes d’Argens = à La Mure-Argens
- grotte de la Palud à Saint-Maurin = grottes de Saint-Maurin à La Palud-sur-Verdon
- grotte de la chapelle de Moustiers = grotte-chapelle de Sainte-Madeleine à Moustiers-Sainte-Marie
- baume des Pierres = à Quinson
- aven de Saint-Jurs = site non localisé
- grotte de Méailles = grotte du Cul de Bœuf à Méailles
- grotte des Scaffarels = chambre du Roi à Annot
- grotte de Saint-Benoît = grotte de la Lare à Saint-Benoît

## Notoriété

### Liste partielle des publications
- Peyerimhoff Paul de - & Sainte-Claire Deville Jean (1901) - Coléoptères nouveaux ou peu connus trouvés dans les Alpes-Maritimes et les Basses-Alpes, I - Description des espèces nouvelles, L’Abeille, XXX : pp. 53-54.
- Peyerimhoff Paul de - (1902) - Monsieur Bergeret dans les Basses-Alpes.
- Peyerimhoff Paul de - (1904-1908) - Coléoptères cavernicoles inédits recueillis dans les Basses-Alpes. Première note : Carabidae. Bulletin de la Société entomologique de France, 13 : pp. 201-203. (Pertuis de Méailles ou de la Goumina, grotte de Cousson à Digne, traou de Guille à Péoure d’Esclangon).
- Peyerimhoff P. (1906) - Recherches sur la faune cavernicole des Basses-Alpes. Annales de la Société entomologique de France, 75 : pp. 203-222.
- Peyerimhoff Paul de - (1907-1908) – Recherches sur la faune cavernicole des Basses-Alpes. Annales des Basses-Alpes, t. XIII, pp. 400-411. (grotte de Saint-Vincent de Melan, Baumelonge, grotte du Pic de Siolane-Haute, Trou d’Argent, grotte dite « Tête de Monier », traou de Guille, grotte de Mouréon, grotte et dolines de Cousson, grottes de Chaudon, baume du Pas de l’Escale, baume de la Maline, deux avens inexplorés).
- Peyerimhoff Paul de - (1909-1910) – Recherches sur la faune cavernicole des Basses-Alpes (suite et fin. Annales des Basses-Alpes, t. XIV, pp. 9-19. (grotte de la Tête de Monier, grotte de Juan, aven de Séoune, traou des Dindolines, grotte du Partus, grotte du Col de Villaron, grotte de Fontgaillarde, grottes d’Argens, grotte de la Palud à Saint-Maurin, grotte de la chapelle de Moustiers, baume des Pierres, aven de Saint-Jurs, grotte de Méailles, pertuis de Méailles, grotte des Scaffarels, grotte de Saint-Benoît).
- Ernest Olivier, Ch. Alluaud, R. Jeannel & Paul-Marie de Peyerimhoff de Fontenelle (1914) - Insectes Coléoptères. VII, Lampyridae et Drilidae. Ed. Librairie Albert Schulz, 42 p.
- Félix Guignot & Paul-Marie de Peyerimhoff de Fontenelle (1931) - Les Hydrocanthares de France : Hygrobiidae, Haliplidae, Dytiscidae et Gyrinidae de la France continentale avec notes sur les espèces de la Corse et de l'Afrique du Nord française. Miscellanea entomologica. Ed. Les Frères Douladoure, 1057 p.
- Paul-Marie de Peyerimhoff de Fontenelle & Pierre Bordes (1931) - Coléoptères. Volume 1 de la Mission scientifique du Hoggar (février-mai 1928). Ed. Société d'Histoire Naturelle de l'Afrique du Nord, 172 p.
- Collectif (1938) - La vie dans la région désertique nord-tropicale de l'ancien monde. Volume 6 de la Société de biogéographie. Mémoires. Ed. P. Lechevalier, 406 p.

## Sources et références
- Jean Lhoste (1987) - Les Entomologistes français. 1750-1950. INRA Éditions  351 p.